# ФК Крупа
ФК Крупа је фудбалски клуб из бањалучког насељеног мјеста и истоимене мјесне заједнице Крупа на Врбасу. У сезони 2015/2016. клуб је остварио пласман у Премијер лигу Босне и Херцеговине, освајањем шампионске титуле у Првој лиги Републике Српске, a годину дана касније у сезони 2016/2017. и најбољи резултат у историји пласманом на четврту позицију у прмијерлигашком друштву. Двије сезоне прије, након бараж двомеча са екипом Слоге из Добоја, по први пут у својој историји у сезони 2014/2015. такмичиo се у Првој лиги Републике Српске а на крају сезоне је завршио као вицешампион са 43 бода иза приједорског Рудара. У току Грађанског рата у БиХ клуб је привремено престао са радом, а обновљен је рад 1996. године.

## Сезонe за понос
У сезони 2016/2017, остварила је најбољи резултат у историји заузевши четврто мјесто у својој премијерној сезони Премијер лиге Босне и Херцеговине са освојених 46 бодова, а био би то и пласман у Европу да нижепласирани НК Широки Бријег није побједивши у финалу ФК Сарајево освојио Куп БиХ.
У сезони 2015/2016, ФК Крупа постала је шампион Републике Српске и тиме обезбиједила пласман у Премијер лигу Босне и Херцеговине. Крупа је на крају сезоне освојила 74 бода, а у одиграна 32 кола, имала је свега четири пораза.
У сезони 2013/2014, ФК Крупа остварила је пласман у Прву фудбалску лигу РС. У баражу на Градском стадиону у Бањој Луци играли су са Слогом из Добоја 1:1, да би у реванш мечу славили са 2:1 и укупним резултатом 3:2 изборили пласман у највиши ранг фудбалског такмичења у Републици Српској

## Занимљивости
Овај фудбалски клуб је испуњавао лиценцне услове и за играње Премијер лиге Босне и Херцеговине, за вријеме док је још био у нижим ранговима. Такође имао је и свој клупски аутобус са 24 сједећа мјеста који  је користио за путовања на гостујуће утакмице.

## Највећи успјеси
- 4. мјесто у Премијер лиги Босне и Херцеговине : 2016/17.
- Финалиста купа Босне и Херцеговине : 2017/18.
- Шампион Прве лиге Републике Српске : 2015/16, 2019/20, 2021/22, 2022/23.
- Вицешампион Прве лиге Републике Српске : 2014/15.
- Освајач купа Републике Српске : 2021/22.
- Финалиста купа Републике Српске : 2014/15, 2017/18, 2018/19, 2020/21.
- Пласман у Прву лигу Републике Српске : 2013/14.
- Пласман у Другу лигу Републике Српске : 2012/13.
- Куп Бање Луке : 2012/13.
- Првак Подручне лиге Бања Лука : 2011/12.[1]

## Стадион
Стадион "Крупа" је стадион са вјештачком травом. То је био први стадион са вјештачком травом у Републици Српској. Отворен је 28. септембра 2010. године. Прима око 2000 гледалаца.

## Галерија
- Испред стадиона
- Улаз на терен
- Западна трибина